# Aleksandr Ródchenko
Aleksandr Mijáilovich Ródchenko (en ruso: Алекса́ндр Миха́йлович Ро́дченкo, San Petersburgo 5 de diciembre de 1891 — Moscú, 3 de diciembre de 1956) fue un escultor, pintor, diseñador gráfico y fotógrafo ruso catalogado como de los artistas más polifacéticos de la Rusia de los años veinte y treinta. Fundador, entre otros, del constructivismo ruso. Estuvo casado con la también artista Varvara Stepánova. 

## Biografía
Ródchenko nació en San Petersburgo en el seno de una familia obrera. Su familia se mudó a Kazán en torno a 1905. Luego estudió en la Escuela de Arte de Kazán donde impartían clase Nikolái Feichin y Georgui Medvédev, y también en el Escuela Stróganov de las Artes e Industria (en) de Moscú. Ródchenko hizo sus primeros dibujos abstractos, influido por el Suprematismo de Kazimir Malévich, en 1915. Al siguiente año, participó en "The Store", exhibición organizada por Vladímir Tatlin, quien ejerció una gran influencia en su desarrollo como artista.
Ródchenko, como muchos miembros de la vanguardia rusa, se alinearon con los bolcheviques, que lo nombraron Director de la Oficina del Museo y del Fondo de compras en 1920. Fue el responsable de la reorganización de las escuelas de arte y de los museos. Entre 1920 y 1930, también impartió clases en los Talleres/Instituto de Enseñanza Superior del Arte y de la Técnica (Vjutemás/Vjuteín). 
Entre los años 1923 y 1925, Ródchenko junto a Vladímir Mayakovski creó lo que hoy conoceríamos como una agencia de publicidad, llamada Mayakovski-Ródchenko Advertising-Constructor. Crearon más de 150 piezas publicitarias, packaging y diseños. En esta sociedad publicitaria, era Ródchenko el encargado del diseño gráfico, mientras que Mayakovski creaba eslóganes breves y muy directos.
Ródchenko volvió a pintar a finales de 1930 y paró de fotografiar en 1942, produciendo cuadros expresionistas abstractos en los años 40. Él continuó organizando exhibiciones de fotografías para el gobierno durante estos años. Murió en Moscú en 1956.

## Obra

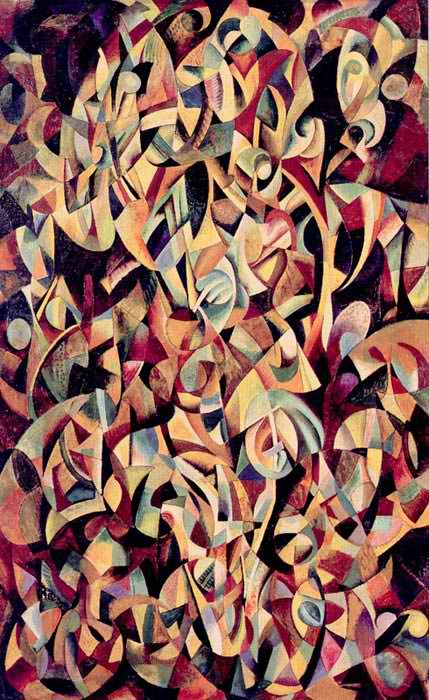
Danza (1915). Composición no objetiva.

De 1918 a 1921, Ródchenko, bajo influencia de Malévich y Tatlin, creaba series de premisas formales, como la superficie plana, la factura, la línea, la mancha, y también bajo el influjo de la revolución bolchevique, pues su obra tenía como objetivo una sociedad ordenada.
Ródchenko se hace famoso en los debates artísticos, de donde surge el Movimiento Constructivista, el artista se convierte en un ingeniero visual.
La nueva política económica provocó que la avant-garde perdiera el privilegio artístico, teniendo que competir contra otros grupos artísticos. En 1923, deciden afrontar esta pérdida de privilegio fundando el Frente de Izquierda del Arte, también llamado LEF (Lévyi Front Iskusstv). Ródchenko contribuyó en este grupo tanto teóricamente (escribiendo artículos), como prácticamente (realizando portadas para las revistas del grupo).
Ródchenko exploró el fotomontaje para el diseño de carteles y cubiertas de libros. Lo usó como una alternativa a la pintura y que se beneficiaba de su reproducción automática que le hacía tener una audiencia masiva. Fue en 1924, al emplear materiales cada vez más peculiares para sus fotomontajes cuando recurrió al empleo de la cámara fotográfica.
En el campo de la fotografía, Ródchenko fue también célebre. Como la cámara permitía tomar fotos en cualquier posición, dedujo que la fotografía correspondía a la actividad del ojo humano. De esta forma usó la cámara fotográfica para crear sensaciones desconcertantes, a la vez que usaba las fotografías con un objetivo de compromiso social. Formalmente, las fotografías solían ser o planos cenitales o planos nadir, planos opuestos totalmente al pictorialismo que impactaban al espectador y que le causaban dificultades para reconocer el objeto fotografiado. Fue así como Ródchenko se propuso liberar a la fotografía de todas las convenciones y puntos de vista comunes en la época, lo que le convirtió en uno de los más importantes pioneros del constructivismo fotográfico.
"Si se desea enseñar al ojo humano a ver de una forma nueva, es necesario mostrarle los objetos cotidianos y familiares bajo perspectivas y ángulos totalmente inesperados y en situaciones inesperadas; los objetos nuevos deberían ser fotografiados desde diferentes ángulos, para ofrecer una representación completa del objeto". En 1928, Ródchenko escribió sobre la fotografía un manifiesto en el que dijo esas palabras, justificando por tanto el uso de esos planos tan poco usuales. Estos planos fueron hechos gracias a la cámara Leica, que tenía un formato muy manejable para esos puntos de vistas tan difíciles de ejecutar.
Tuvo varias etapas fotográficas, desde la etapa del abstracto (etapa en la que llegó a la fotografía no figurativa), hasta etapas en las que fotografiaba actividades deportivas, paisajes o coreografías. Fundó un grupo llamado "Octubre", del que formaban parte fotógrafos y artistas del cine. También trabajó en la revista URSS en construcción, fundada junto a su esposa Varvara Stepánova.